# Хорог
Хорог (тадж. Хоруғ [χɔˈɾuʁ]) — столиця Гірського Бадахшану в Таджикистані. Має 28 тисяч населення (перепис 2000 р.). Поблизу — кордон з Афганістаном.

## Географія

### Розташування
Це перше місто, з якого починається Великий Памірський тракт, неподалік від місця злиття річок Гунт і П'яндж, за 525 кілометрів від Душанбе. Поруч з містом знаходиться Пік Маяковського висота якого складає 6096 метрів над рівнем моря.

### Клімат
Територія довкола міста знаходиться у високогірній зоні, котра характеризується субарктичним кліматом, проте Хорог розташувався на дні глибокої ущелини на висоті 2200 метрів над рівнем моря, що суттєво пом'якшує його клімат. Найтепліший місяць — липень з середньою температурою 22.2 °C (72 °F). Найхолодніший місяць — січень, з середньою температурою -7.2 °С (19 °F).
| Клімат Хорога           | Клімат Хорога | Клімат Хорога | Клімат Хорога | Клімат Хорога | Клімат Хорога | Клімат Хорога | Клімат Хорога | Клімат Хорога | Клімат Хорога | Клімат Хорога | Клімат Хорога | Клімат Хорога | Клімат Хорога |
| Показник                | Січ.          | Лют.          | Бер.          | Квіт.         | Трав.         | Черв.         | Лип.          | Серп.         | Вер.          | Жовт.         | Лист.         | Груд.         | Рік           |
| Абсолютний максимум, °C | 12            | 7             | 17            | 23            | 30            | 32            | 37            | 37            | 32            | 26            | 16            | 7             | 37            |
| Середній максимум, °C   | −1            | 0             | 6             | 15            | 20            | 26            | 29            | 30            | 26            | 17            | 8             | 1             | 15            |
| Середня температура, °C | −6            | −4            | 2             | 10            | 14            | 16            | 22            | 22            | 18            | 10            | 3             | −3            | 9             |
| Середній мінімум, °C    | −12           | −8            | −2            | 5             | 8             | 11            | 15            | 14            | 10            | 3             | −1            | −7            | 3             |
| Абсолютний мінімум, °C  | −22           | −20           | −17           | −2            | 1             | 7             | 8             | 6             | −1            | −2            | −8            | −22           | −22           |
| Норма опадів, мм        | 10            | 40            | 40            | 30            | 10            | 0             | 0             | 0             | 0             | 10            | 20            | 40            | 260           |
| ----------------------- | ------------- | ------------- | ------------- | ------------- | ------------- | ------------- | ------------- | ------------- | ------------- | ------------- | ------------- | ------------- | ------------- |
| Джерело: Weatherbase    |               |               |               |               |               |               |               |               |               |               |               |               |               |

## Історія
У 19-му сторіччі, Хорог став приводом суперечки між еміром Бухари, шахом Афганістану, Росією і Великою Британією. Росіяни виявилися переможцями і приєднали терени навколо Хорогу до складу імперії. Після падіння царату у Росії і створення СРСР, Хорог стає столицею області з 1925. Радянські лідери заохочували міграцію поселенців до області з обіцянками плати, медалей і автомобілів, але без розвитку промисловості і маленької площі культивованої землі, зусилля були марними. Статус міста Хорог отримав у 1932 році.

## Населення
Станом на 2003 рік населення міста склало 30 тисяч людей. За національним складом тут переважають памірські таджики, які сповідують ісмаїлізм. У 2010 році населення Хорогу складало 28000 людей.

## Транспорт
Хорог розташований вздовж Памірського шосе, яке сполучає його з головним містом Душанбе на заході, і республікою Киргизстан на північному сході. Шосе дуже важке для проїзду в обох напрямах, особливо взимку. Хорог також має маленький аеропорт, який може приймати маленькі літаки і гелікоптери.

## Культура

### Освіта
Хорог є регіональним центром управління, торгівлі, транспорту та освіти. Тут функціонує філія Університету Центральної Азії, Хорогський державний університет та Ліцей Фонду Ага-Хана (духовного лідера ісмаілітської общини). Мешканці міста на фоні інших районів Таджикистану мають високий рівень освіти.

### Памірський ботанічний сад
У східній частині Хорогу на висоті 2320 метрів над рівнем моря на терасах річки Шахдари знаходиться Памірський ботанічний сад, який займає друге місце в світі по висоті (після ботанічного саду в Непалі), з унікальною флорою з різних куточків планети.

### Пам'ятки
У 30 км від Хорогу у селищі Богев розташований археологічний комплекс Козир-Кала, який складається з фортеці з цитаделлю і залишків двох круглих храмів радіусом 11 та 9 метрів.
Таємниця гори Кухілал. За 47 кілометрів від Хорогу над селищем Кухілал височіє однойменна гора — родовище знаменитого бадахшанского «лала» — благородної шпінелі, відомої також під назвою «Бадахшанську лал» і згадуваного в Худуд-ал-Аламі (982 рік), книзі «Мінералогія» Аль Біруні і в книзі Марко Поло (13 століття), який писав про те, що місцеві жителі «риють в горі Шігхінан (шугнано) і добувають там Балашов (рубіни) за царським наказом». Під час досліджень в горі Кухілал було виявлено близько 500 стародавніх виробок 8 — 11 століть.